# إريك بينغتسون
اريك بينغتسون (بالسويدية: Eric Bengtson)‏ هو ملحن سويدي، ولد في 31 يوليو 1897 في Norra Vram ‏ في السويد، وتوفي في 6 أبريل 1948 في يفله في السويد.

## وصلات خارجية
- اريك بينغتسون على موقع IMDb (الإنجليزية)
- اريك بينغتسون على موقع ميوزك برينز (الإنجليزية)
- اريك بينغتسون على موقع قاعدة بيانات الفيلم (الإنجليزية)